# European Sevens Championship 2004
El European Sevens Championship de 2004 fue la tercera edición del campeonato de selecciones nacionales masculinas europeas de rugby 7.

## Fase de grupos

### Grupo A
| Equipo  | Encuentros | Encuentros | Encuentros | Encuentros | Tantos  | Tantos    | Tantos     | Puntos |
| Equipo  | jugados    | ganados    | empatados  | perdidos   | a favor | en contra | diferencia | Puntos |
| ------- | ---------- | ---------- | ---------- | ---------- | ------- | --------- | ---------- | ------ |
| Italia  | 3          | 3          | 0          | 0          | 83      | 24        | +59        | 9      |
| España  | 3          | 2          | 0          | 1          | 78      | 52        | +26        | 7      |
| Rumania | 3          | 1          | 0          | 2          | 40      | 61        | -21        | 5      |
| Croacia | 3          | 0          | 0          | 3          | 21      | 85        | –64        | 3      |

### Grupo B
| Equipo   | Encuentros | Encuentros | Encuentros | Encuentros | Tantos  | Tantos    | Tantos     | Puntos |
| Equipo   | jugados    | ganados    | empatados  | perdidos   | a favor | en contra | diferencia | Puntos |
| -------- | ---------- | ---------- | ---------- | ---------- | ------- | --------- | ---------- | ------ |
| Portugal | 3          | 3          | 0          | 0          | 102     | 5         | +97        | 9      |
| Rusia    | 3          | 2          | 0          | 1          | 50      | 59        | -9         | 7      |
| Lituania | 3          | 1          | 0          | 2          | 43      | 49        | -6         | 5      |
| Polonia  | 3          | 0          | 0          | 3          | 7       | 89        | –82        | 3      |

### Grupo C
| Equipo          | Encuentros | Encuentros | Encuentros | Encuentros | Tantos  | Tantos    | Tantos     | Puntos |
| Equipo          | jugados    | ganados    | empatados  | perdidos   | a favor | en contra | diferencia | Puntos |
| --------------- | ---------- | ---------- | ---------- | ---------- | ------- | --------- | ---------- | ------ |
| Francia         | 3          | 3          | 0          | 0          | 52      | 19        | +33        | 9      |
| Irlanda         | 3          | 2          | 0          | 1          | 76      | 43        | +33        | 7      |
| República Checa | 3          | 1          | 0          | 2          | 50      | 78        | -28        | 5      |
| Alemania        | 3          | 0          | 0          | 3          | 27      | 65        | –38        | 3      |

### Grupo D
| Equipo   | Encuentros | Encuentros | Encuentros | Encuentros | Tantos  | Tantos    | Tantos     | Puntos |
| Equipo   | jugados    | ganados    | empatados  | perdidos   | a favor | en contra | diferencia | Puntos |
| -------- | ---------- | ---------- | ---------- | ---------- | ------- | --------- | ---------- | ------ |
| Georgia  | 3          | 3          | 0          | 0          | 84      | 38        | +46        | 9      |
| Escocia  | 3          | 2          | 0          | 1          | 78      | 41        | +37        | 7      |
| Ucrania  | 3          | 0          | 1          | 2          | 31      | 59        | -28        | 4      |
| Moldavia | 3          | 0          | 1          | 2          | 24      | 79        | –55        | 4      |

## Fase Final

#### Copa de oro
|  | Cuartos de final | Cuartos de final | Cuartos de final |         |          | Semifinales | Semifinales | Semifinales |         |              | Copa de oro  | Copa de oro  | Copa de oro |  |
|  |                  |                  |                  |         |          |             |             |             |         |              |              |              |             |  |
|  |                  |                  |                  |         |          |             |             |             |         |              |              |              |             |  |
|  | Portugal         | Portugal         | 12               |         |          |             |             |             |         |              |              |              |             |  |
|  | Portugal         | Portugal         | 12               |         |          |             |             |             |         |              |              |              |             |  |
|  | España           | España           | 0                |         |          |             |             |             |         |              |              |              |             |  |
|  | España           | España           | 0                |         | Portugal | Portugal    | 29          |             |         |              |              |              |             |  |
|  |                  |                  |                  |         | Portugal | Portugal    | 29          |             |         |              |              |              |             |  |
|  |                  |                  | Escocia          | Escocia | 14       |             |             |             |         |              |              |              |             |  |
|  | Escocia          | Escocia          | Escocia          | Escocia | 14       | 35          |             |             |         |              |              |              |             |  |
|  | Escocia          | Escocia          |                  |         |          |             |             |             |         |              |              |              |             |  |
|  | Francia          | Francia          | 0                |         |          |             |             |             |         |              |              |              |             |  |
|  | Francia          | Francia          | 0                |         |          |             |             |             |         | Portugal     | Portugal     | 21           |             |  |
|  |                  |                  |                  |         |          |             |             |             |         | Portugal     | Portugal     | 21           |             |  |
|  |                  |                  | Italia           | Italia  | 14       |             |             |             |         |              |              |              |             |  |
|  | Italia           | Italia           | Italia           | Italia  | 14       | 19          |             |             |         |              |              |              |             |  |
|  | Italia           | Italia           |                  |         |          |             |             |             |         |              |              |              |             |  |
|  | Rusia            | Rusia            | 12               |         |          |             |             |             |         |              |              |              |             |  |
|  | Rusia            | Rusia            | 12               |         | Italia   | Italia      | 19          |             |         | Tercer lugar | Tercer lugar | Tercer lugar |             |  |
|  |                  |                  |                  |         | Italia   | Italia      | 19          |             |         | Tercer lugar | Tercer lugar | Tercer lugar |             |  |
|  |                  |                  | Irlanda          | Irlanda | 12       |             |             |             |         |              |              |              |             |  |
|  | Irlanda          | Irlanda          | Irlanda          | Irlanda | 12       | 26          |             |             | Irlanda | Irlanda      | 14           |              |             |  |
|  | Irlanda          | Irlanda          |                  |         |          |             |             |             | Irlanda | Irlanda      | 14           |              |             |  |
|  | Georgia          | Georgia          | 12               |         |          |             |             |             |         |              | Escocia      | Escocia      | 7           |  |
|  | Georgia          | Georgia          | 12               |         |          |             |             |             |         |              | Escocia      | Escocia      | 7           |  |
|  |                  |                  |                  |         |          |             |             |             |         |              |              |              |             |  |

| Bandera de Portugal |
| Campeón Portugal    |
| Tercer título       |